# Sechshauser Straße
Die Sechshauser Straße ist eine Straße im 15. Wiener Gemeindebezirk Rudolfsheim-Fünfhaus. Sie ist die wichtigste Straße zwischen Wienfluss und Mariahilfer Straße und verbindet den Gürtel mit der Schönbrunner Brücke.
Sie ist die traditionelle Hauptstraße des Bezirksteils Sechshaus, bildet aber auch bis zur Hollergasse dessen Nordgrenze – zu Sechshaus gehört daher die ungerade (südliche) Seite bis zur Nr. 83. Auf der geraden (nördlichen Seite) gehören die Bauten bis Nr. 36–38 (zwischen Kranz- und Geibelgasse) zu Fünfhaus. Zum dritten Bezirksteil, Rudolfsheim, gehören die Häuser auf der geraden Seite von Nr. 40 bis zum Ende (Nr. 128) sowie auf der ungeraden Seite von Nr. 85 bis zum Ende (Nr. 99).
Am Ende der Straße ist der letzte Häuserblock nach der Jheringgasse auf der ungeraden Seite nicht mehr vorhanden, die Straße trifft hier in einem schmalen Grünzwickel auf die Linke Wienzeile.

## Geschichte
Sie ist die geradlinige Verlängerung der Gumpendorfer Straße außerhalb des Gürtels und war ursprünglich auch ein Teil des Verkehrsweges, aus dem beide Straßen hervorgegangen sind. Der Bau des Linienwalls Anfang des 18. Jahrhunderts trennte die beiden Straßenzüge voneinander und aus der Besiedelungsspitze, die hinter dem Linienwallgraben zu liegen kam, entwickelte sich die Vorstadt Sechshaus. Diese sechs Häuser waren später im 18. Jahrhundert eine Zeilensiedlung südlich der Sechshauser Straße zur heutigen Ullmannstraße hin – auch im jetzigen Straßenraster noch ein auffällig langgezogener Häuserblock. Im dritten Viertel des 18. Jahrhunderts erreichte Reindorf den Straßenzug im Bereich Reindorfgasse/Grimmgasse. Im 19. Jahrhundert waren auch die Namensvarianten Sechshauser Hauptstraße oder einfach nur Hauptstraße in Gebrauch. Der Zusammenschluss von Reindorf mit zwei anderen Orten zur Gemeinde Rudolfsheim erfolgte 1863, 1892 wurden Rudolfsheim und Sechshaus nach Wien eingemeindet und bildeten gemeinsam den 14. Bezirk. Der erst um 1900 entstandene westliche Teil der Straße ab der Hollergasse gehörte zu Penzing, das damals noch Teil des 13. Bezirks war. 1938 wurden Rudolfsheim und Fünfhaus zu einem neuen 15. Bezirk vereinigt, zu dem auch der östlichste Teil Penzings bis zur Winckelmannstraße geschlagen wurde. Seither liegt der Straßenzug komplett in einem einzigen Bezirk.

## Verkehr
Die Sechshauser Straße ist als Hauptstraße A ausgewiesen, was der höheren Kategorie einer Stadtstraße entspricht. Sie wird von der Autobuslinie 57A aus der Gumpendorfer Straße kommend auf fast der ganzen Länge durchquert, diese biegt in der Anschützgasse Richtung Bahnhof Rudolfsheim ein und kommt in der entgegengesetzten Richtung aus der Jheringgasse. Bei der Stiegergasse quert die Autobuslinie 12A und bietet Verbindungen zur Mariahilfer Straße im Norden und zum Wiental (mit der U-Bahn-Station Längenfeldgasse) im Süden.
Zugang zur U-Bahn ist am Anfang und am Ende der Sechshauser Straße möglich: an der am Gürtel gelegenen U-Bahn-Station Gumpendorfer Straße zur Linie U6 und an der U-Bahn-Station Schönbrunn, die an der sternförmigen Kreuzung von Sechshauser Straße, Linker Wienzeile und Winckelmannstraße/Schönbrunner Brücke liegt, zur Linie U4.

## Bauten
Die Straße war ursprünglich von niedrigen Vorstadthäusern (mit zahlreichen Handwerksbetrieben) geprägt, ab Ende des 19. Jahrhunderts wurde sie von historistischen und secessionistisch-neoklassizistischen Zinshäusern überformt. Nur noch drei Gebäude (Nrn. 18, 35 und 37) entsprechen der alten Vorstadtbebauung, allerdings sind die (vor allem auf der geraden Seite vorhandenen) langgezogenen Parzellen mit teilweise noch bestehendem Hinterhofgewerbe ein ebenfalls noch existierender Überrest. Dominierend sind die späthistoristischen und secessionistischen Bauten, die zwischen ca. 1900 und dem Ersten Weltkrieg entstanden sind, besonders im höheren (westlichen) Teil der Straße bilden sie geschlossene Ensembles aus. Bauten aus dem späten 20. und frühen 21. Jahrhundert sind demgegenüber vereinzelt, sie bilden aber oft lange Straßenfronten aus.
Unter Denkmalschutz stehen die Methodistenkirche (Nr. 56) und die Schule (Nr. 69–71). Einige Häuser sind von der Stadt Wien als Teil einer baulichen Schutzzone ausgewiesen: es sind dies die Häuser Nr. 1 bis 11 (ungerade Seite) und 89 bis 99 (ungerade), die zur Schutzzone Sechshaus gehören, sowie die Häuser 26 bis 30 (gerade Seite), die zur Schutzzone Braunhirsch-Reindorf gehören.
- Nr. 1 (ident Sechshauser Gürtel 1) ist ein Teil des monumentalen Zinshauskomplexes, der auch die Häuser Sechshauser Gürtel 3 und 5 umfasst. Er wurde 1888 von Eugen Sehnal erbaut, die Ecke ist mit einer überkuppelten Rundung markiert.
- Nr. 2 (ident Mariahilfer Gürtel 1) ist ein secessionistischer Bau des damals erst achtundzwanzigjährigen Wagner-Schülers Ludwig Seiz aus dem Jahr 1900.[4] Zwei Gedenktafeln erinnern an den burgenländischen Mundartdichter Josef Reichl, der in diesem Haus starb.
- Die übrigen Häuser in der Schutzzone Braunhirsch-Reindorf (Nr. 3 bis 11, ungerade Seite) sind späthistoristische Zinshäuser.
- Nr. 6 (ident Turnergasse 1) ist späthistoristisch, nimmt aber schon secessionistische Dekorformen auf, im Dehio sind die Mädchenreliefs im obersten Geschoß erwähnt.[1]
- Nr. 18 (ident Fünfhausgasse 1) entspricht der alten Vorstadtbebauung.
- Der neoklassizistische Bau Nr. 23 stammt von Leopold Ettmayr aus dem Jahr 1913. Die Rückseite zur Ullmannstraße (dort als Nr. 24) folgt dem Straßenverlauf in einem auffälligen Knick.
- Nr. 26 stammt von Albert Schick und Hans Kraus aus dem Jahr 1897. Es ist ein späthistoristisches Zinshaus in „altdeutschen“ Formen mit Mittelerker und Sichtziegelfassade.
- Auch die beiden anderen Häuser in dieser Schutzzone (neben 26 auch 28 und 30) sind späthistoristisch.
- Nr. 32 ist ein Jugendstilgebäude mit einem ungewöhnlichen röhrenartigen Runderker am Straßeneck. Erbaut wurde es 1900 von Franz Zeller junior.
- Nr. 35 und 37 sind Überreste der alten Vorstadtbebauung.
- Das auffällige späthistoristische, gegenüber der Einmündung der Stiegergasse liegende Haus Nr. 36–38 stammt von Carl Stephann[5] und Ludwig A. Fuchsik.[6]
- Das auffälligste Gebäude ist Nr. 39, es wurde 1913 von Wenzel Tomsa und Eduard Zwak erbaut. Es hat eine wuchtige, breitgelagerte Fassade mit einem Treppengiebel, der mit Zinnentürmchen versehen ist, die äußersten beiden werden von Löwenfiguren flankiert. Links und rechts der Mittelachse sind sechs Reliefs musizierender Putti in Rautenfeldern angebracht.[7] Am Portal befinden sich unterhalb des Giebels zwei Füllhorn-Reliefs. Achleitner nennt die Fassade „ungewöhnlich, eher skurril“ und nimmt sie als ein Beispiel übermütiger bürgerlicher Selbstdarstellung vor dem Ersten Weltkrieg.[4]
- Auch Nr. 50 war noch ein älteres Vorstadtgebäude, es wurde 2010 durch einen Neubau ersetzt, der einen buddhistischen Tempel der chinesischen Richtung Fo Guang Shan enthält.
- Nr. 56 ist ein späthistoristisches Zinshaus mit Riesenlisenen und Maskendekor, das 1910 von Anton Korneisl erbaut wurde. Der Jubiläumssaal wurde ab 1920 von der Methodistengemeinde, die das Haus erworben hatte, zu einer Kirche umgebaut, dabei wurde südlich eine Zwischendecke eingezogen und beim nunmehrigen Chor Nebenräume abgetrennt.[8]
- Nr. 62–64 stammt von Julius Goldschläger aus dem Jahr 1902 und hat hinter dem üppigen neobarocken Dekor niedrige Hoftrakte, die gewerblich genutzt werden und vom Typ her der älteren Vorstadtbebauung entsprechen. Hier sind zwei Bebauungsphasen in einem Gebäude vereint.
- Nr. 69–71 ist die 1902 von Wenzel König erbaute Schule. Die Fassade ist (zumal für einen ärarischen Bau) besonders reich ausgestattet, sie weist Riesenpilaster mit Triglyphenfries und Frauenmasken zwischen erstem und zweitem Obergeschoß auf. An der Ecke befindet sich eine plastische Schutzengeldarstellung unterhalb eines das Wappen der Stadt Wien tragenden Doppeladlers. Reich ausgestattet ist auch das Eingangstor mit Rankenreliefs. Eine Gedenktafel erinnert an das vorher hier befindliche Sechshauser Bezirksspital.
- Nr. 75, 75a und 77 wurden 1938 fertiggestellt und sind „Assanierungsbauten“ (vom Assanierungsfonds des ständestaatlichen „Schwarzen Wien“ unterstützt).
- Die Häuser in der Schutzzone (89 bis 99, gerade Seite) sind ein Ensemble späthistoristischer bzw. secessionistischer (93 und 95) Zinshäuser, die zwischen 1900 und 1910 entstanden sind.
- Späthistoristische und secessionistische Zinshäuser sind auch in den Häuserblöcken 104/106 sowie 108 bis 120 (gerade) lückenlos erhalten.
- Nr. 122 bis 128 (gerade Seite): Diese Bauten stammen aus dem Jahr 1904 von Adolf Oberländer und Rudolf Krausz. Da sie im nur mehr einseitig bebauten Endbereich der Straße liegen, sind sie auch auf Fernsicht konzipiert. Während die beiden Eckbauten (Nr. 122 und Nr. 128) später vereinfacht wurden, sind die mittleren Bauten (Nr. 124 und Nr. 126) noch original erhalten. Sie sind im Heimatstil mit Erkern und reichen Dachaufbauten gehalten, die Formen entsprechen einem „altdeutschen“ Baustil,[9] wie er für die beiden Architekten typisch und in Wien ansonsten eher selten ist.[10]

## Galerie

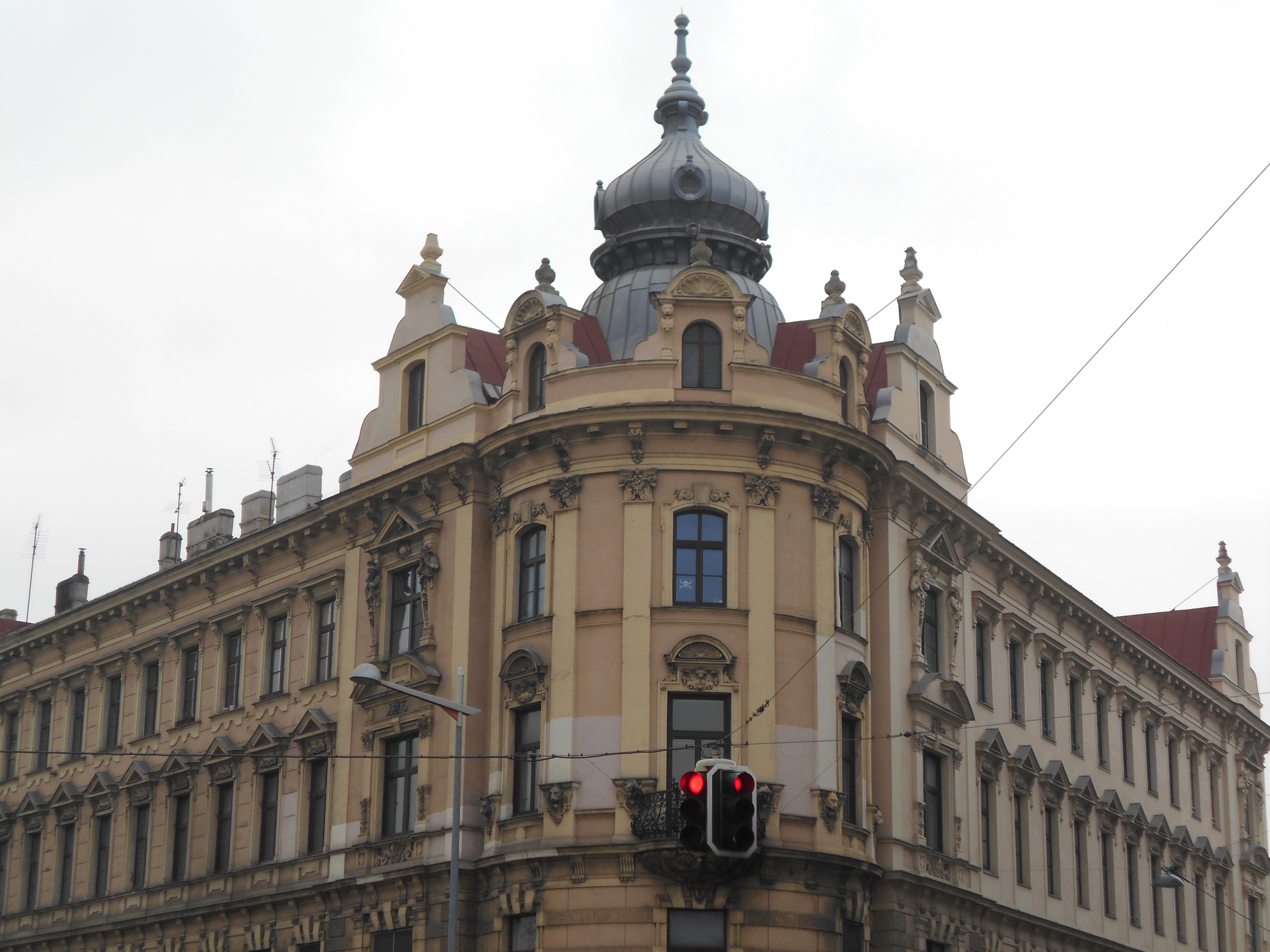
Nr. 1
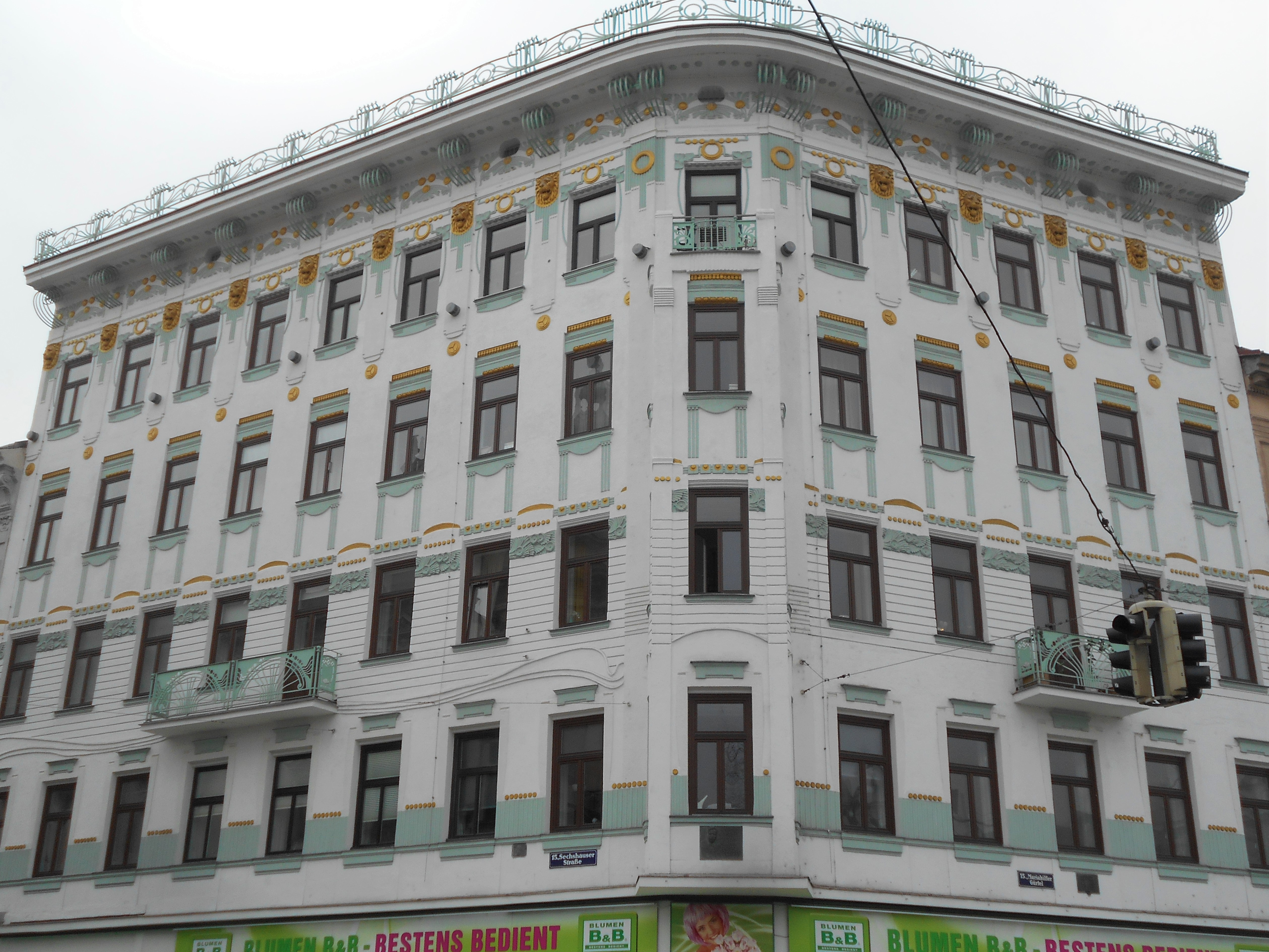
Nr. 2
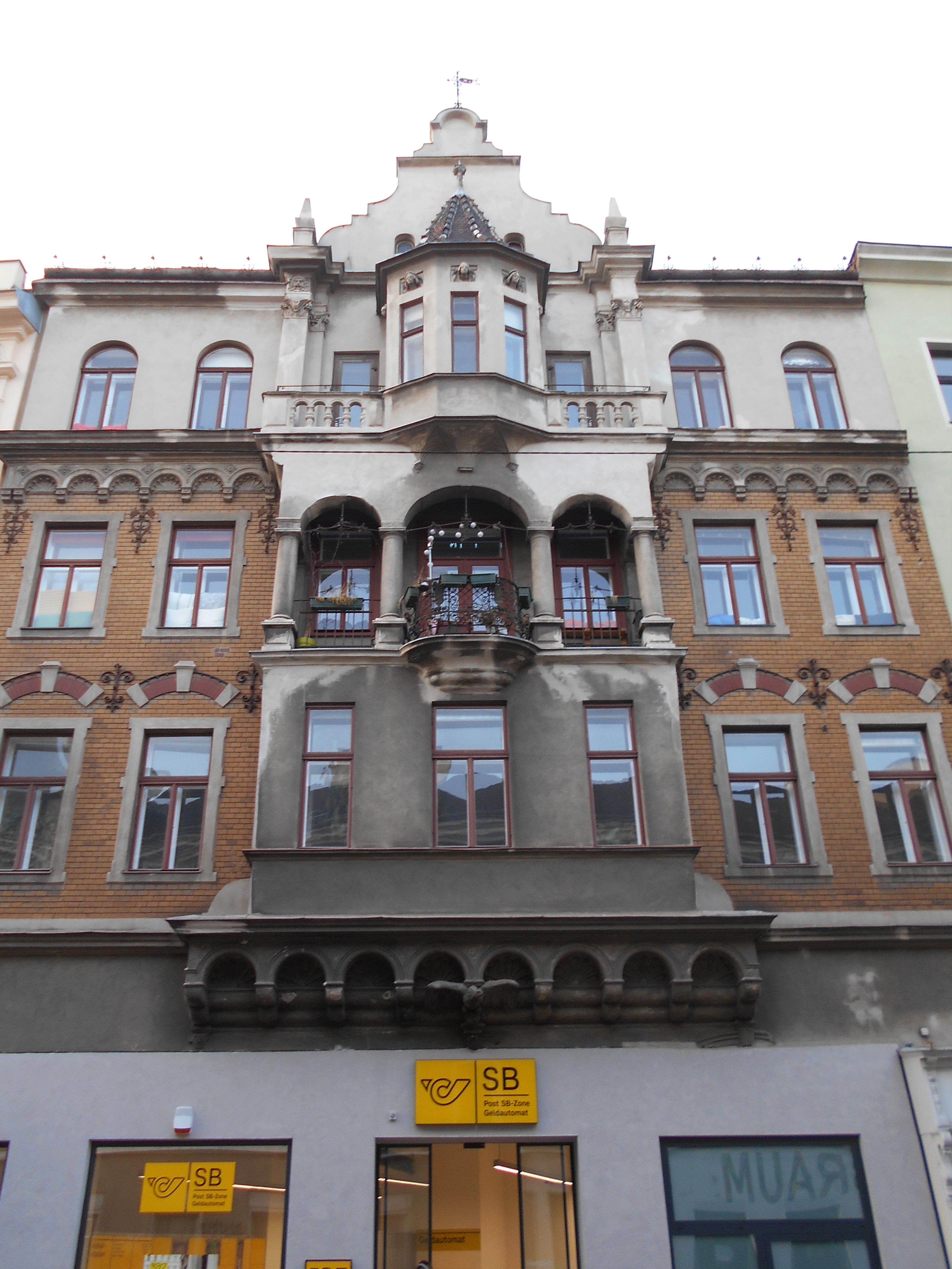
Nr. 26
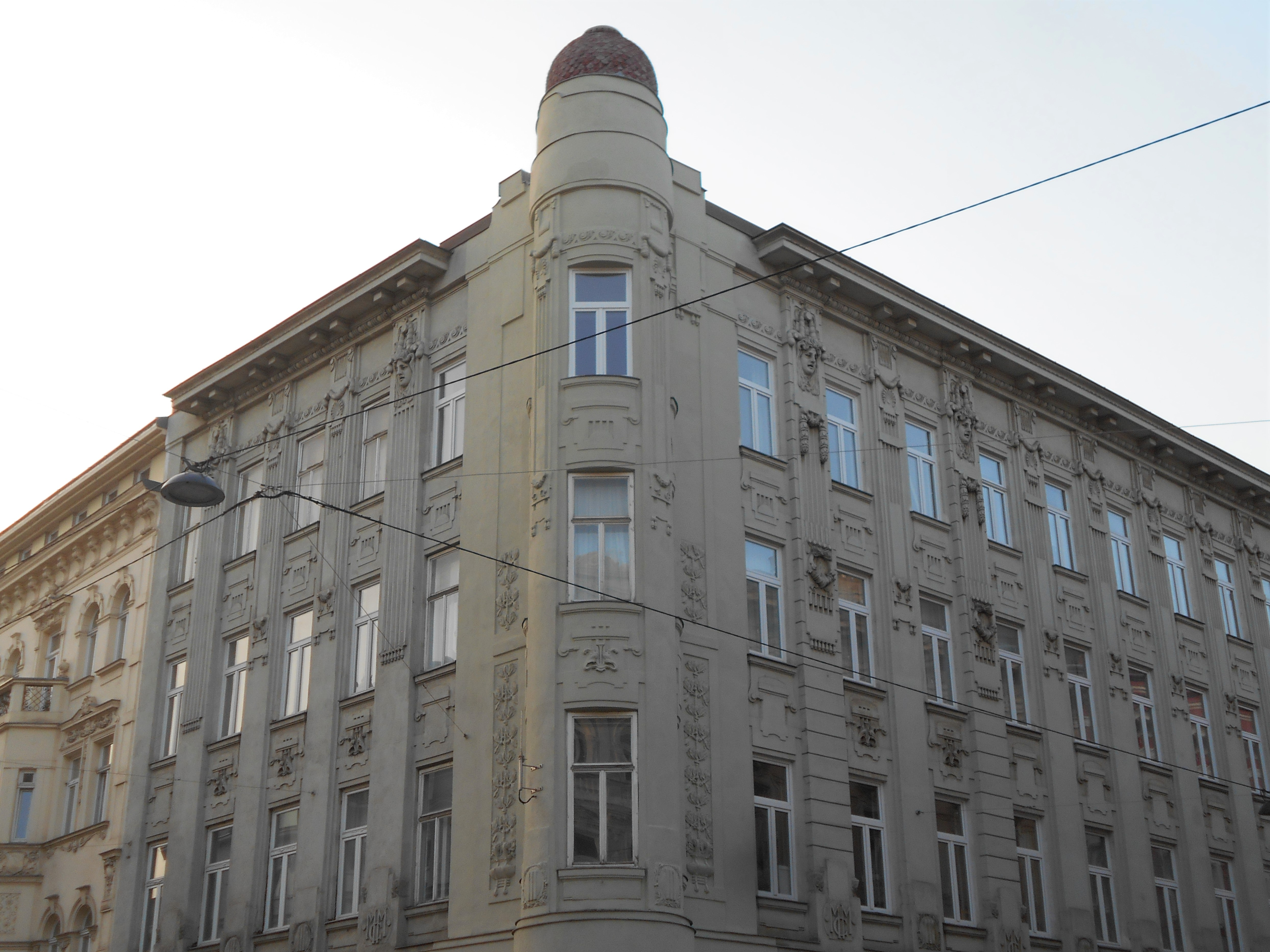
Nr. 32
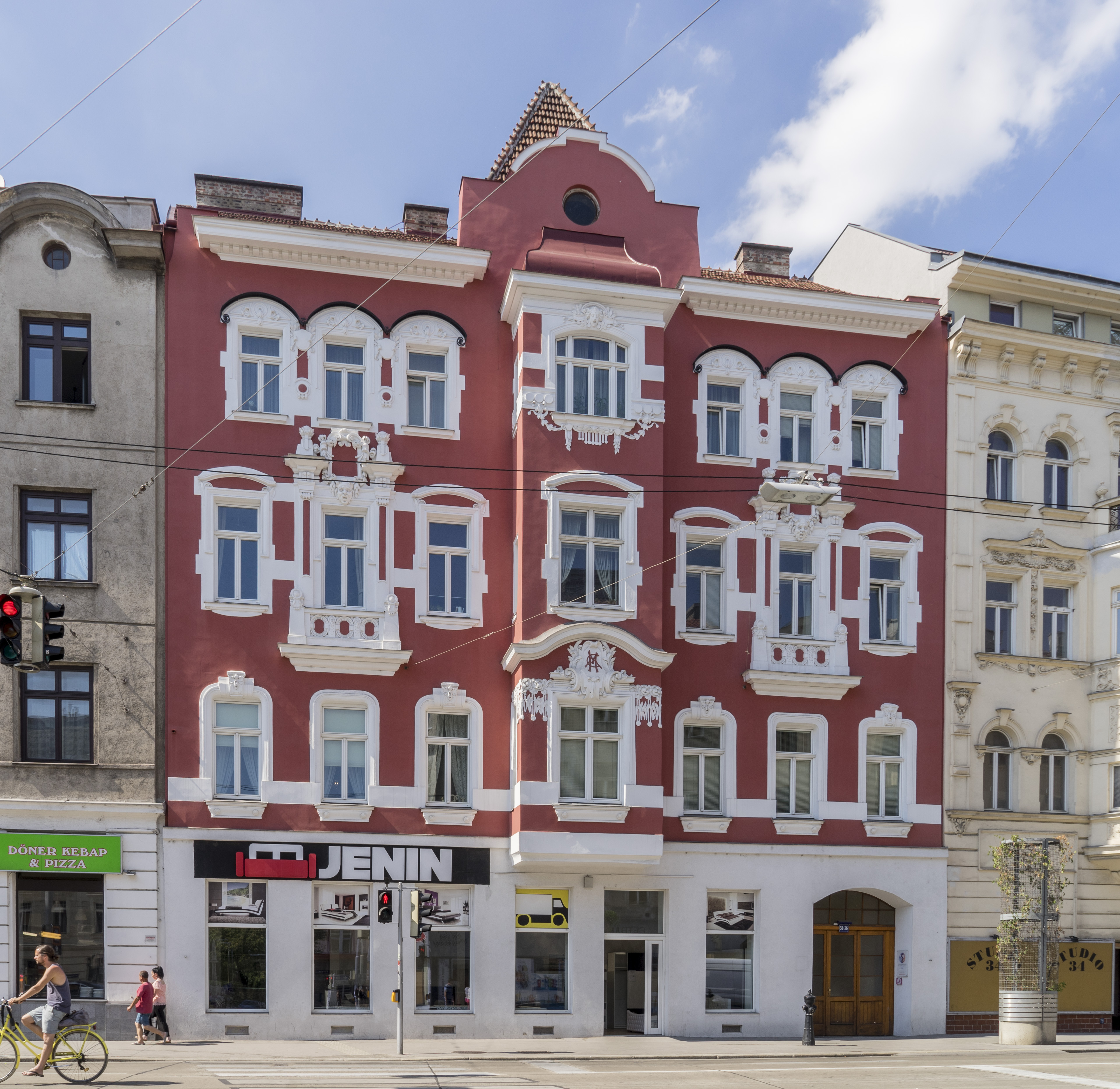
Nr. 36–38
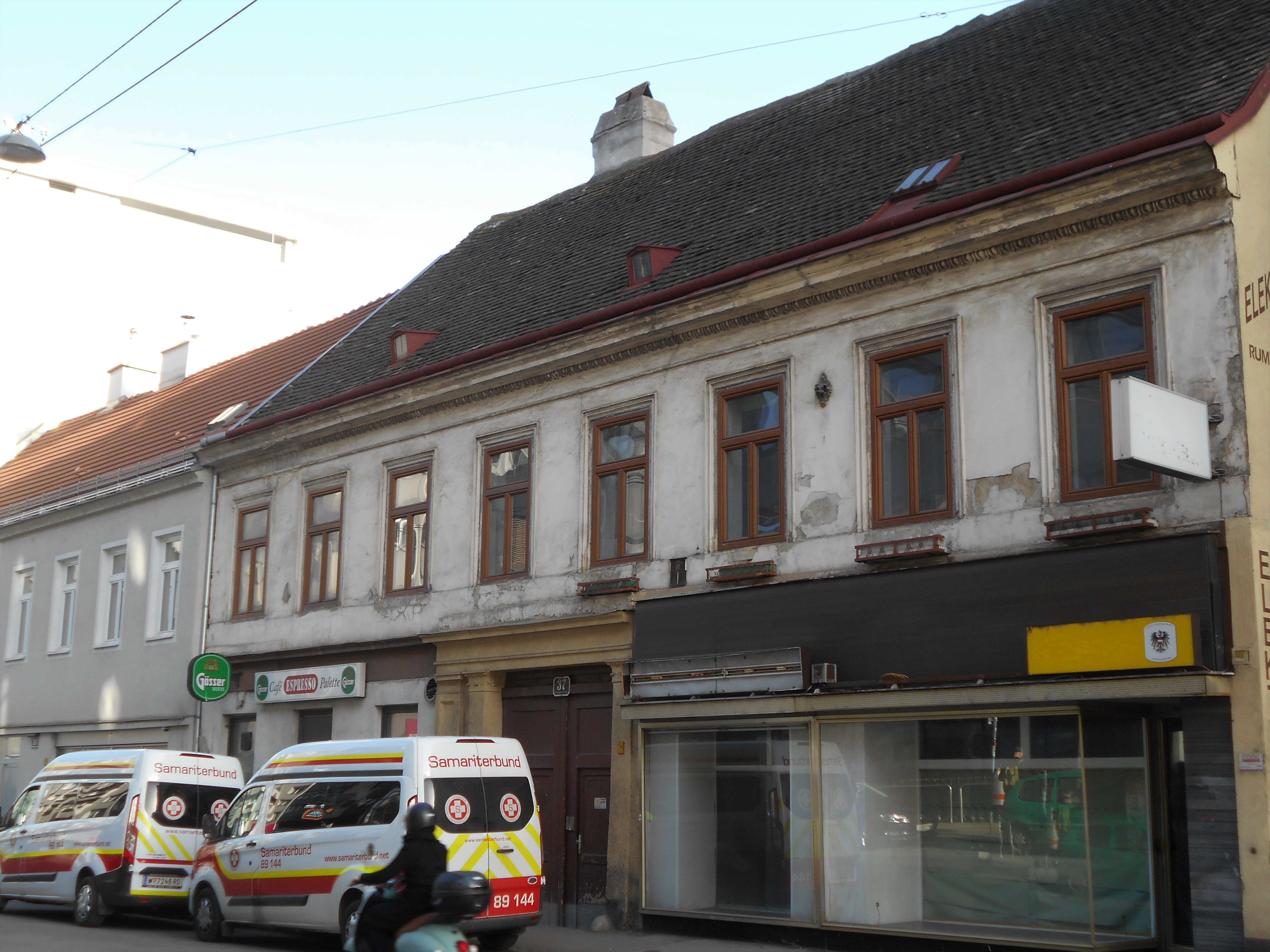
Nr. 37 (Überrest der vorstädtischen Bebauung)
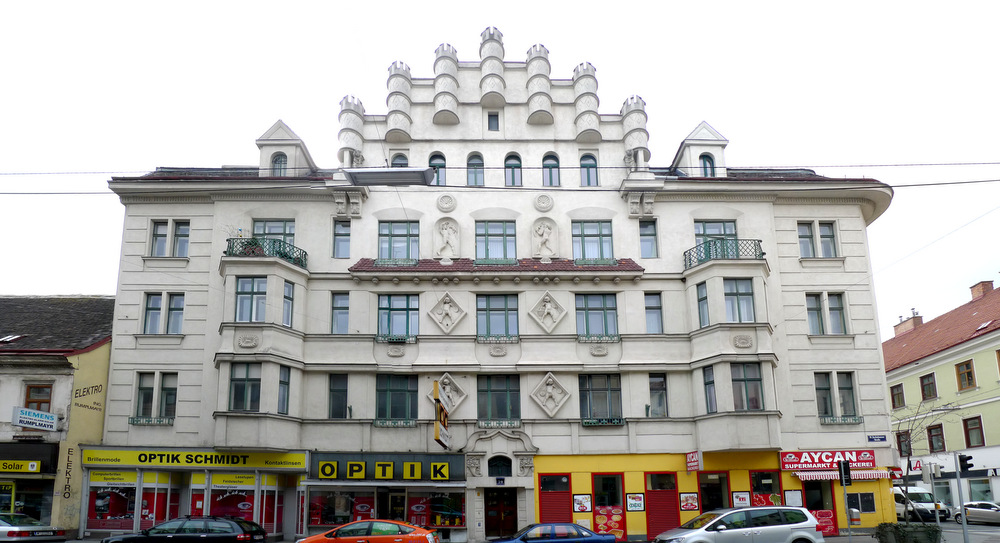
Nr. 39
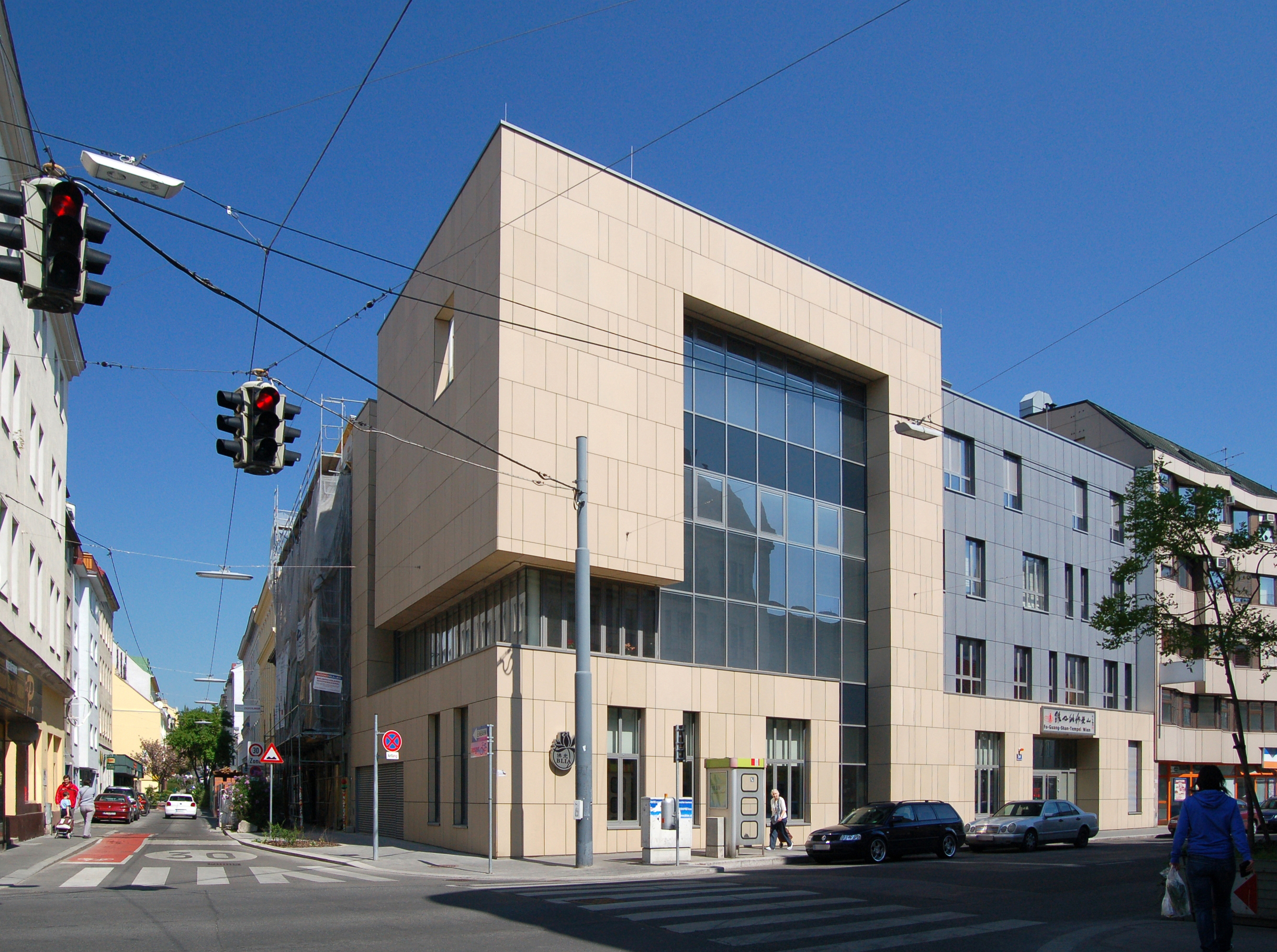
Fo-Guang-Shan-Tempel auf Nr. 50
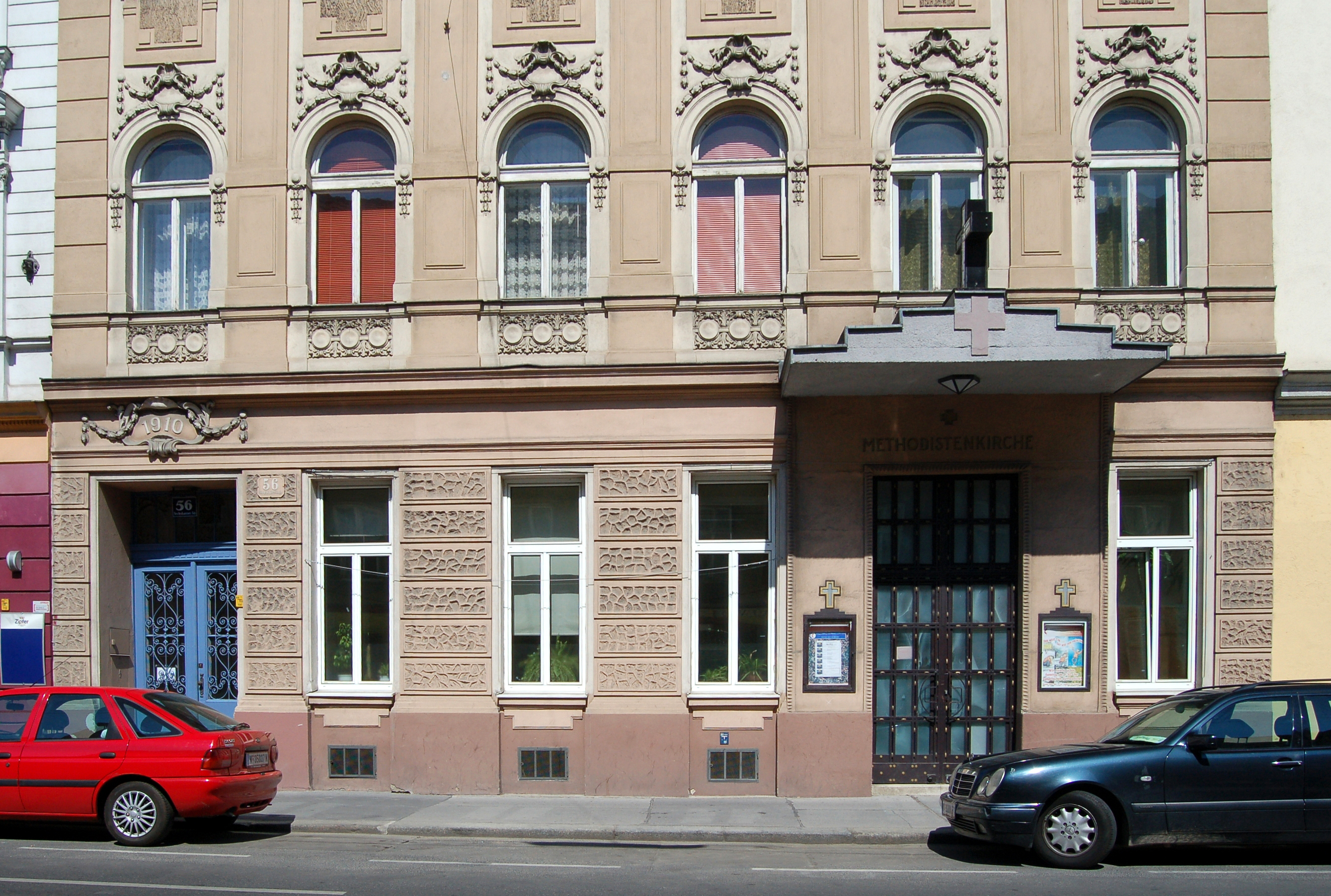
Eingang zur Methodistenkirche
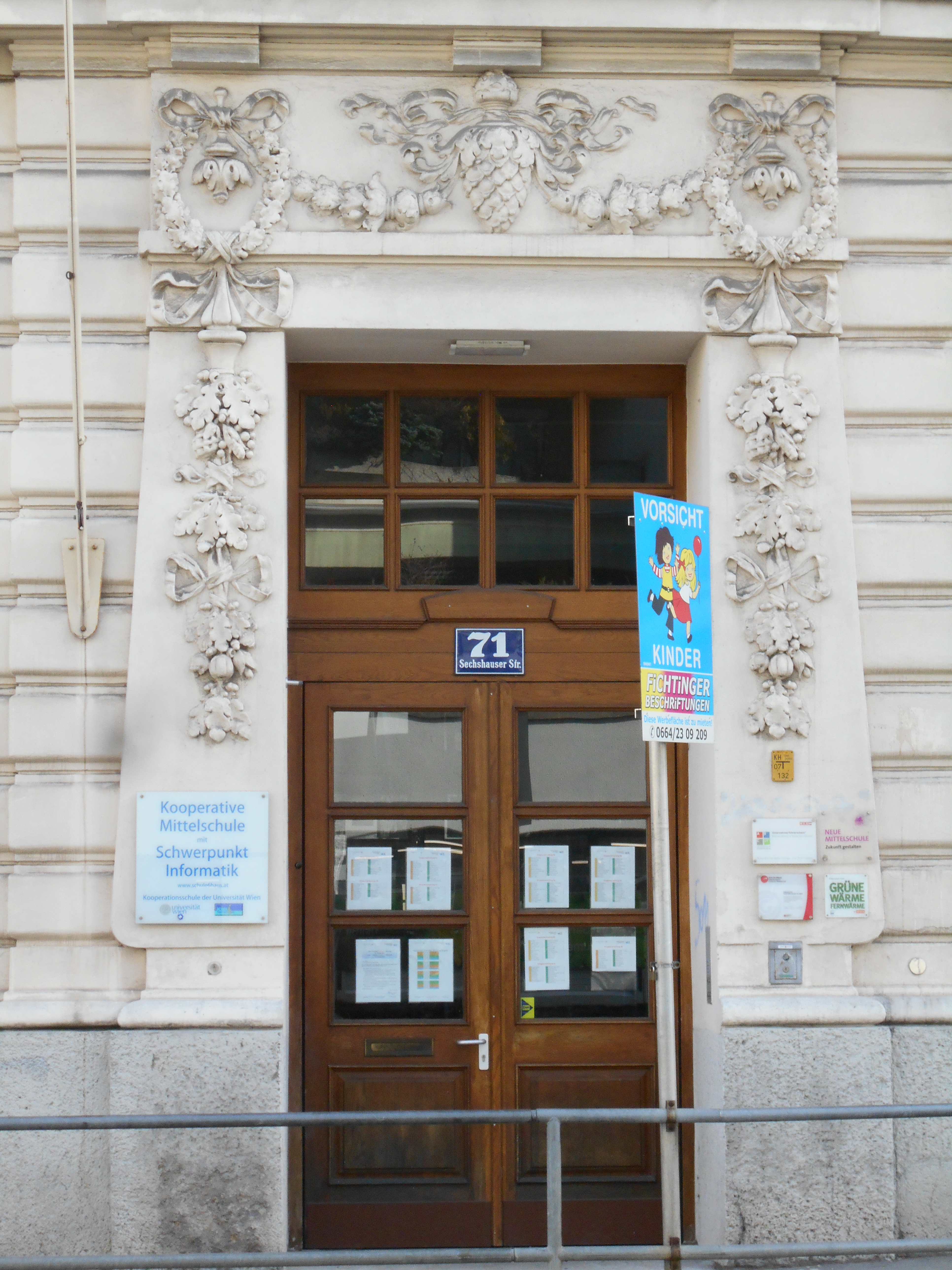
Eingang zur Schule
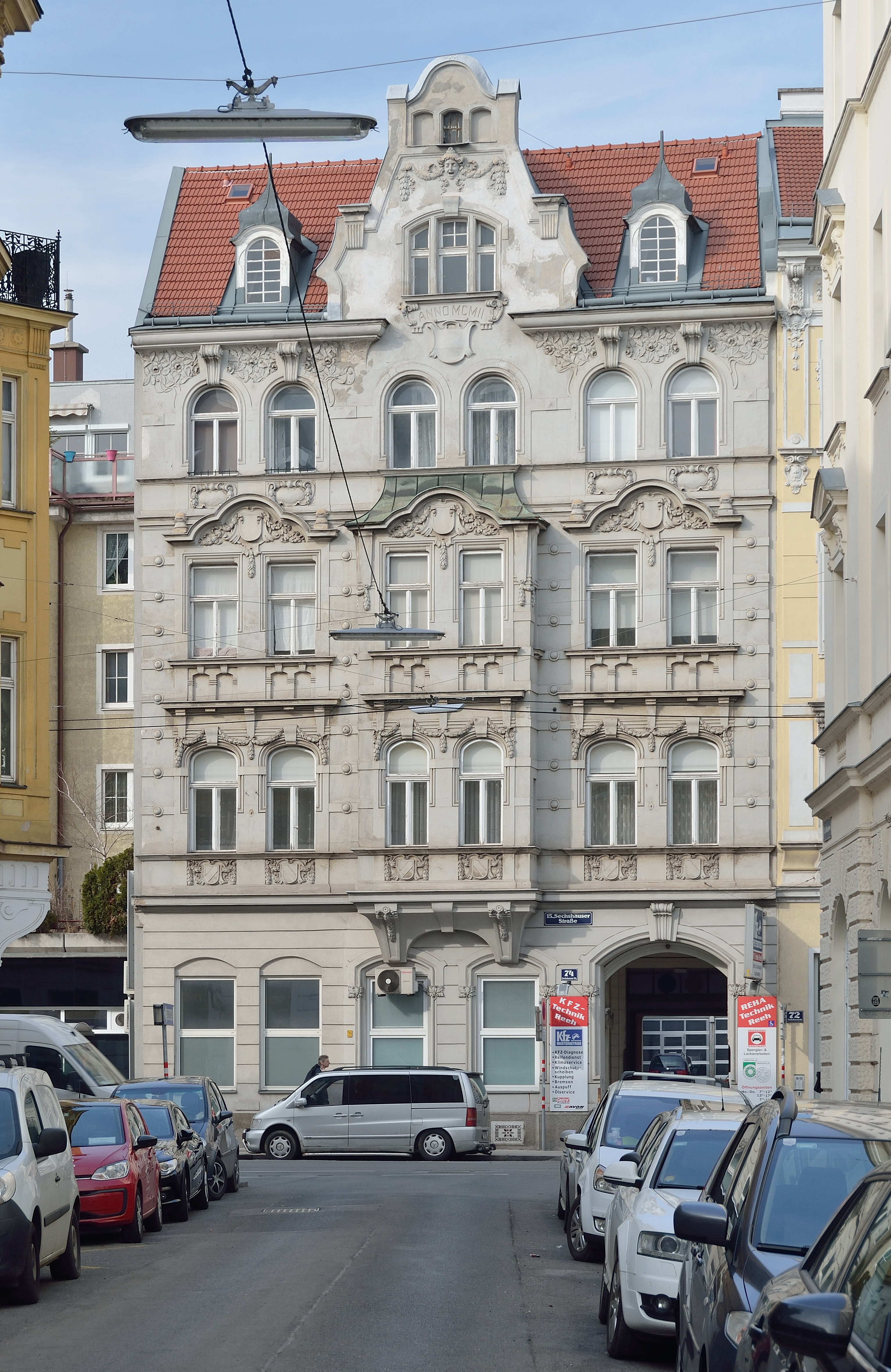
Nr. 74, späthistoristisch
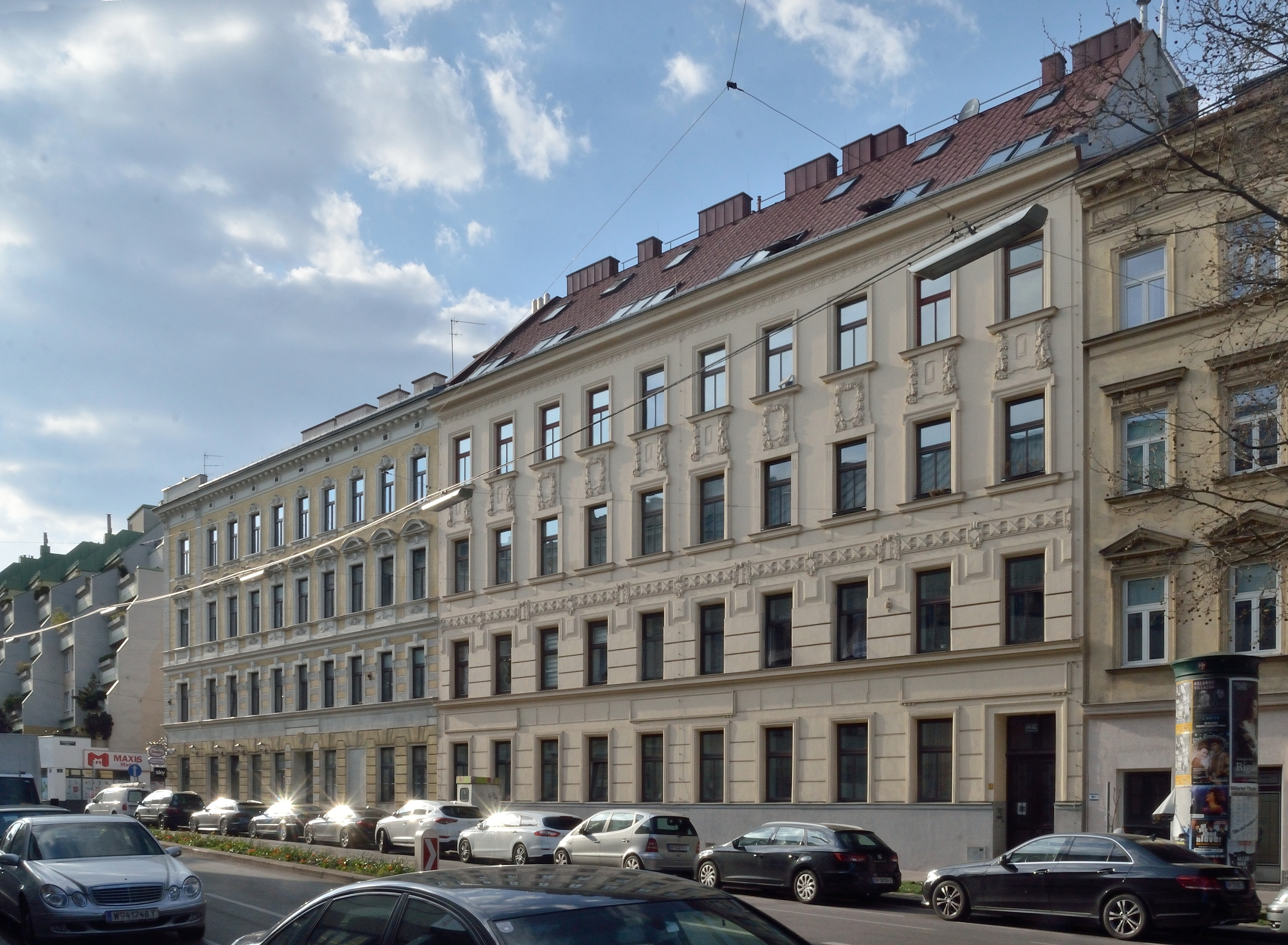
Die Häuser 82–84 und 86 (späthistoristisch), im Hintergrund Nr. 90, ein Terrassenhaus aus den 1970ern
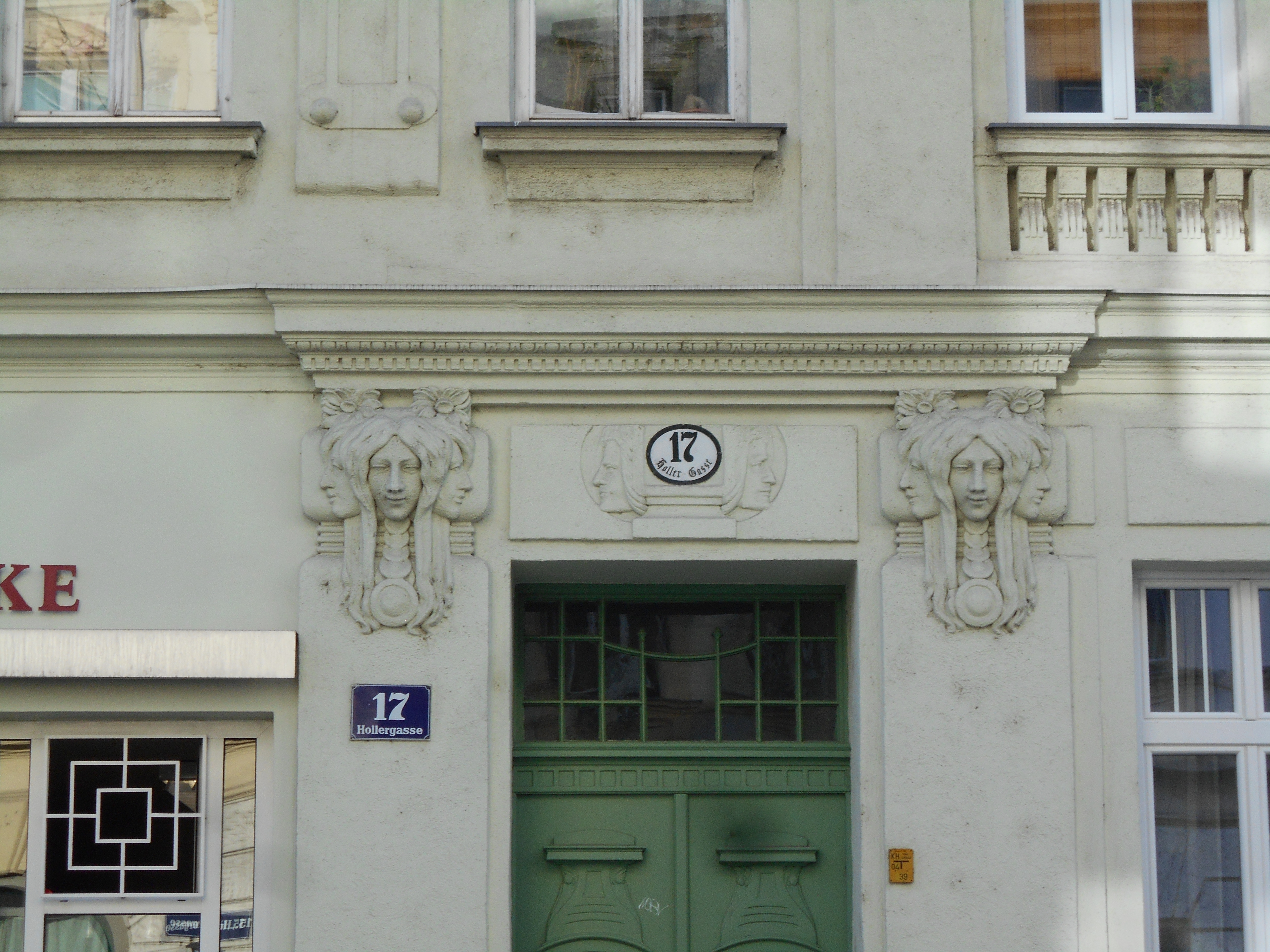
Tor von Nr. 104 (secessionistisch) in der Hollergasse mit dreiteiligen Mädchenmasken
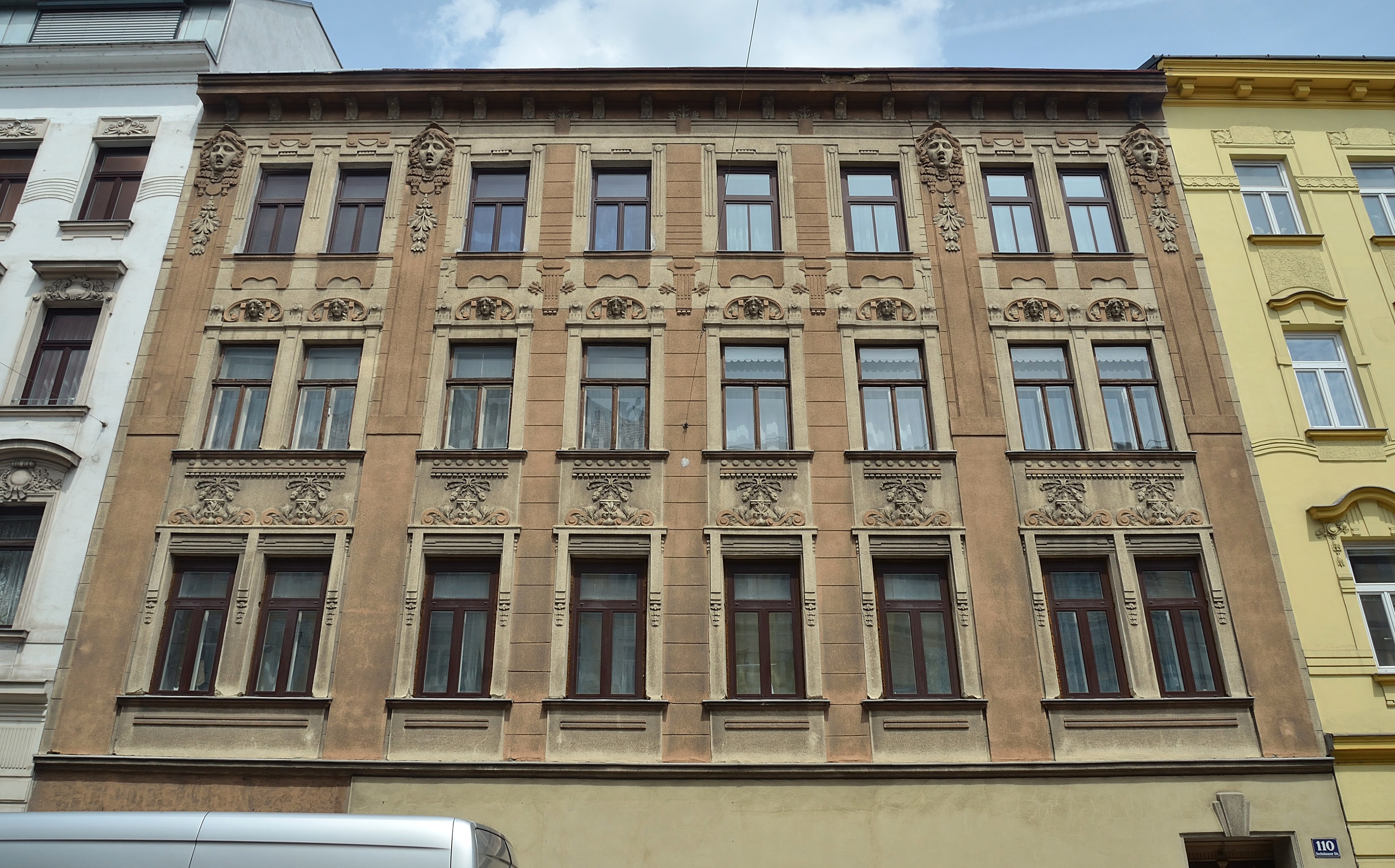
Nr. 110, secessionistisch (1905, Friedrich Weisshappel)
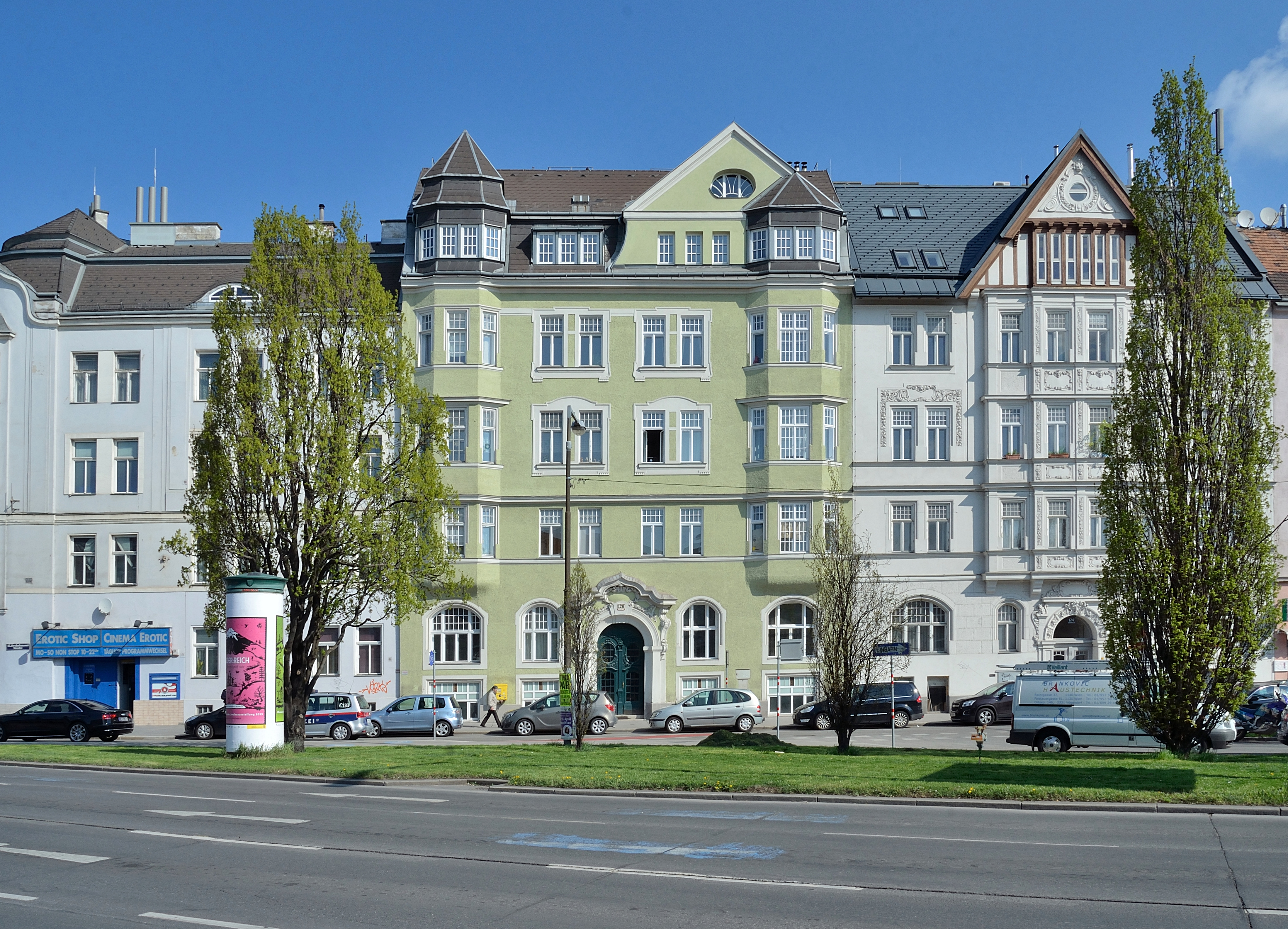
Nrn. 124 und 126